# Bathythrix vierecki
Bathythrix vierecki là một loài tò vò trong họ Ichneumonidae.